# 印度陸軍

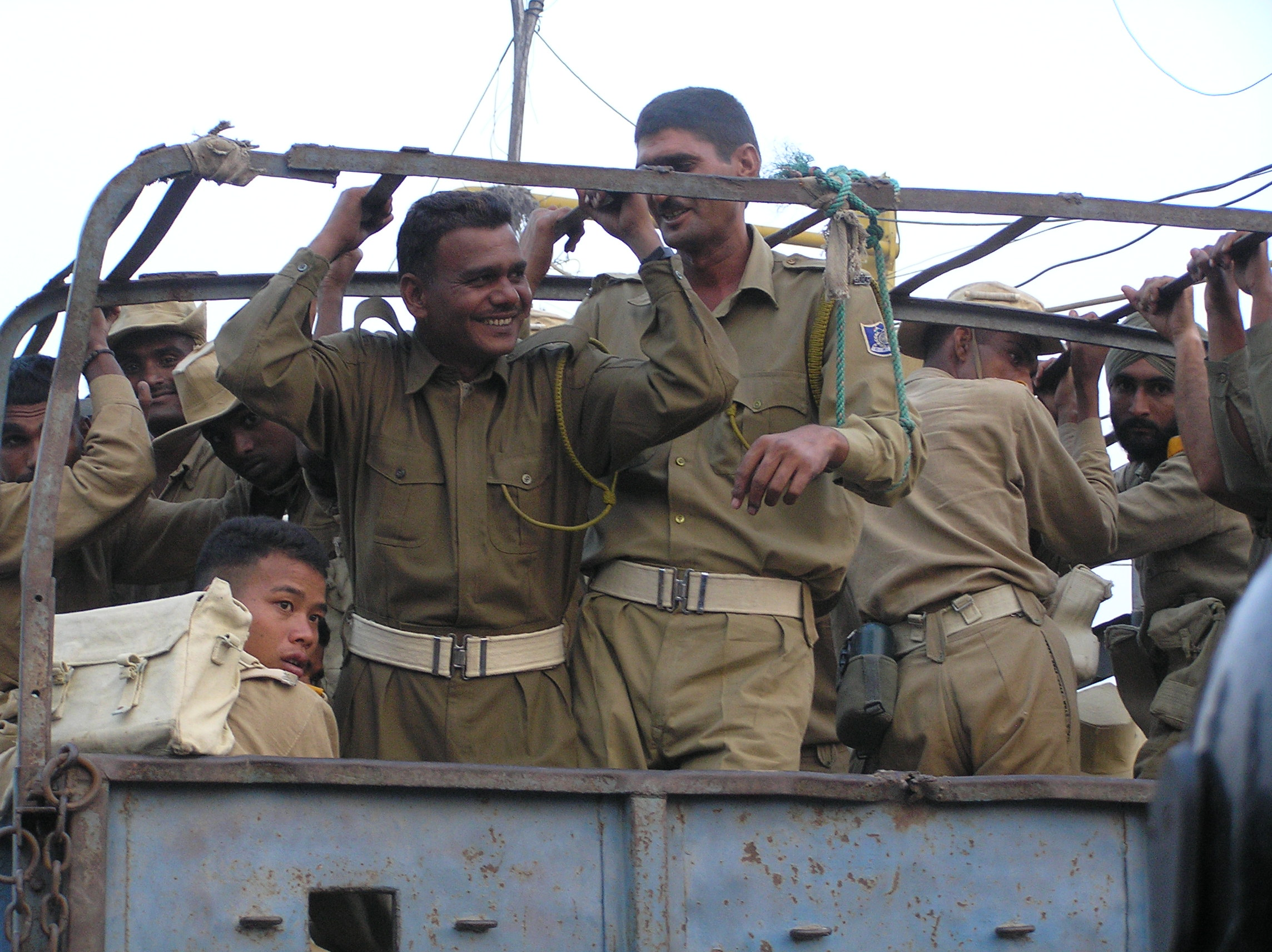
印度陸軍兵

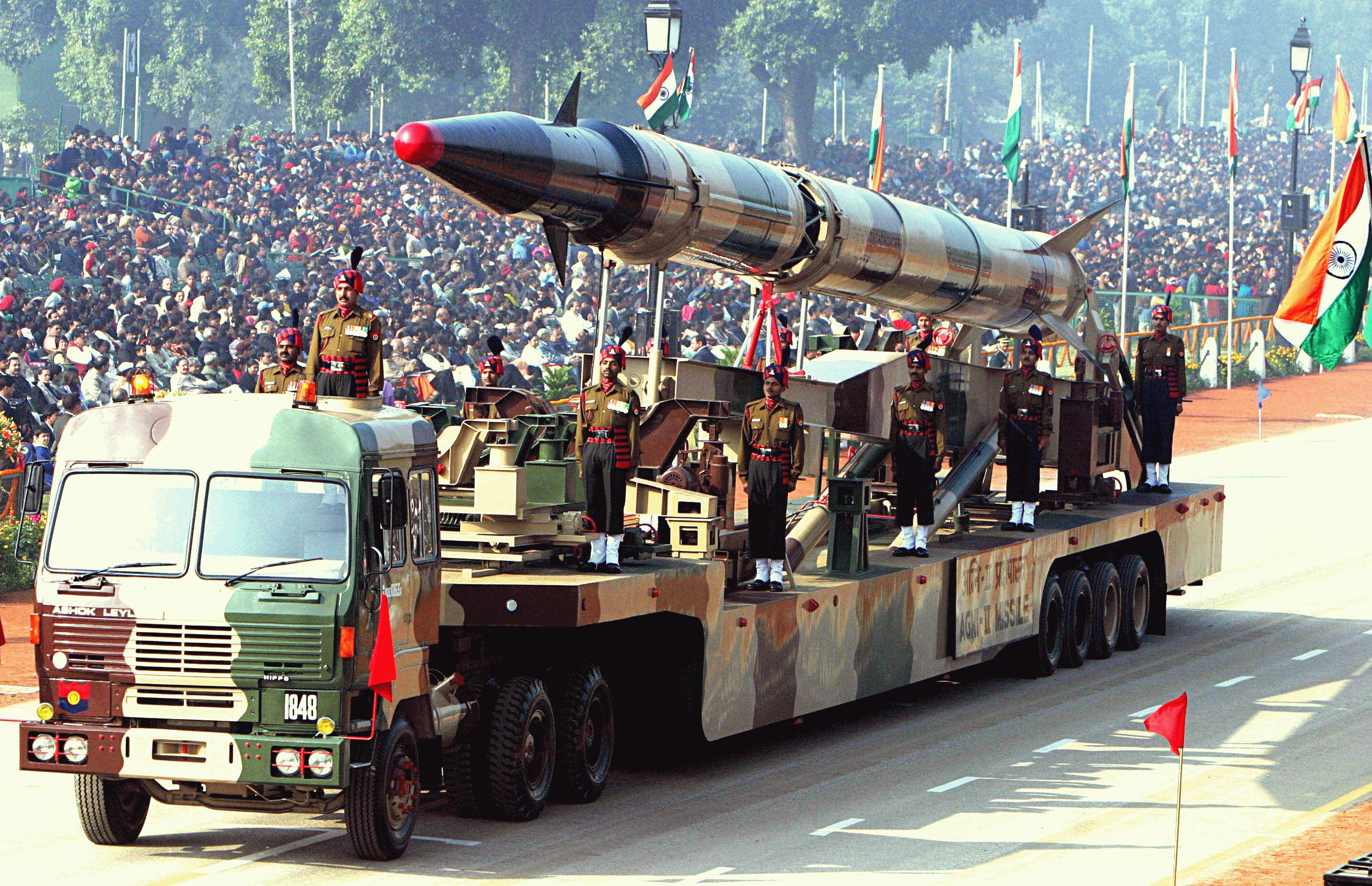
烈火2型彈道飛彈

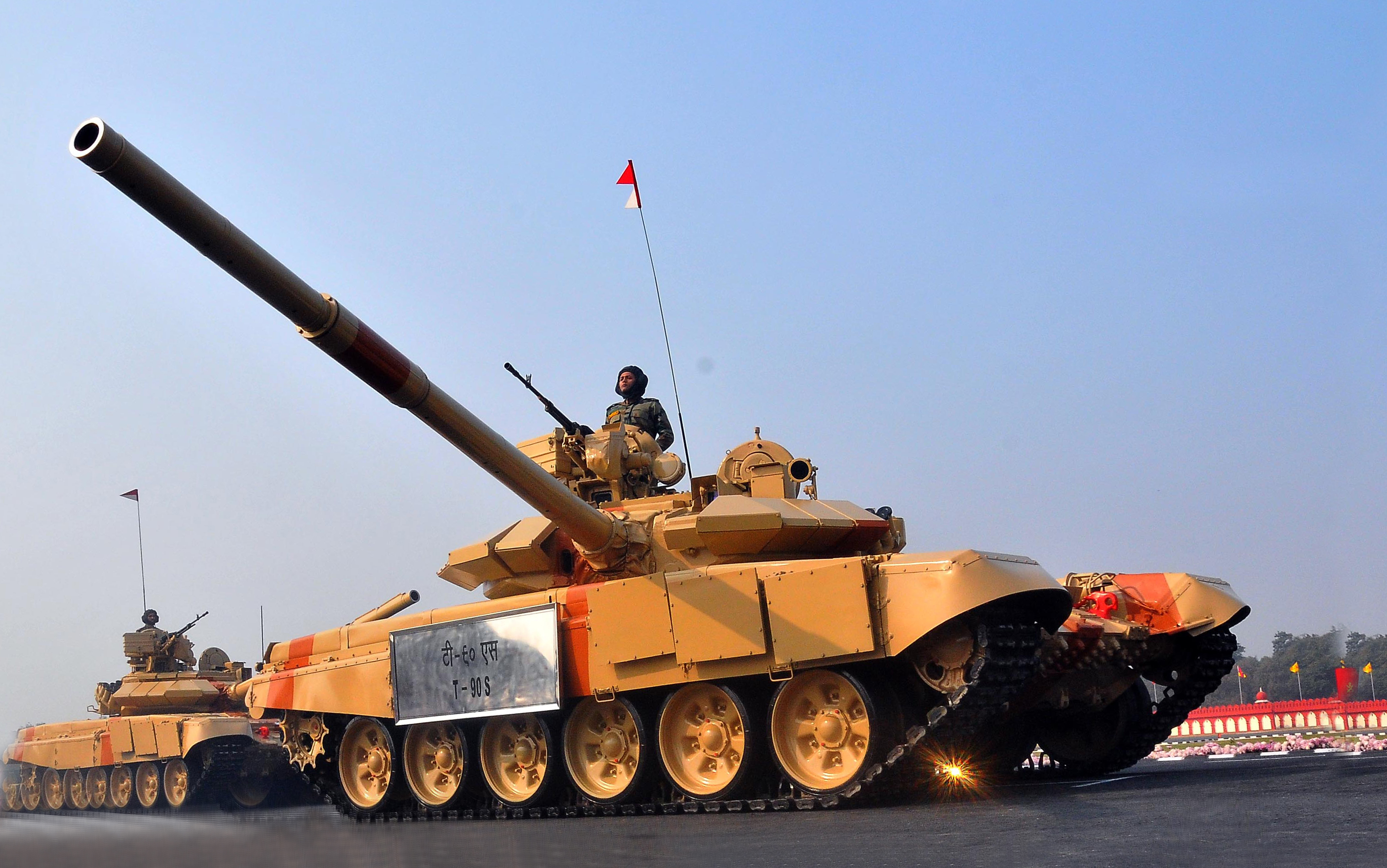
印度T-90S坦克部隊

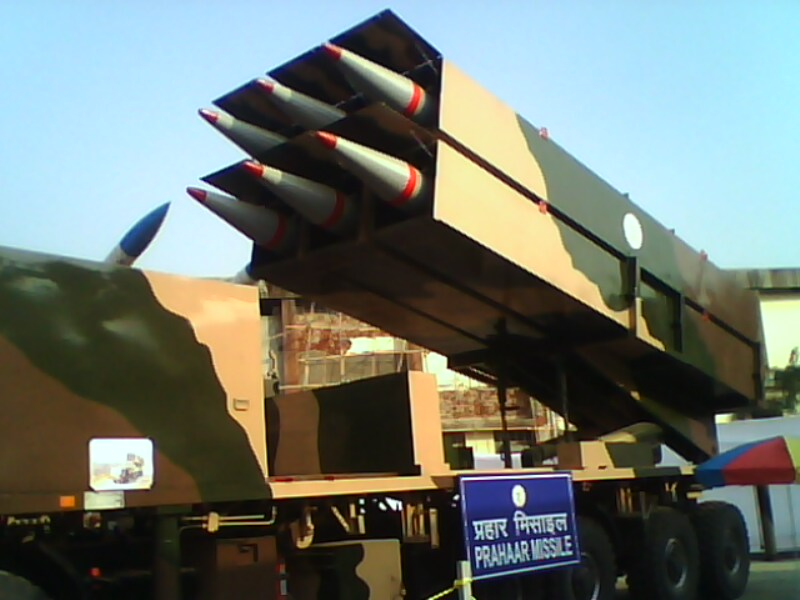
普拉哈爾機動型戰術彈道導彈

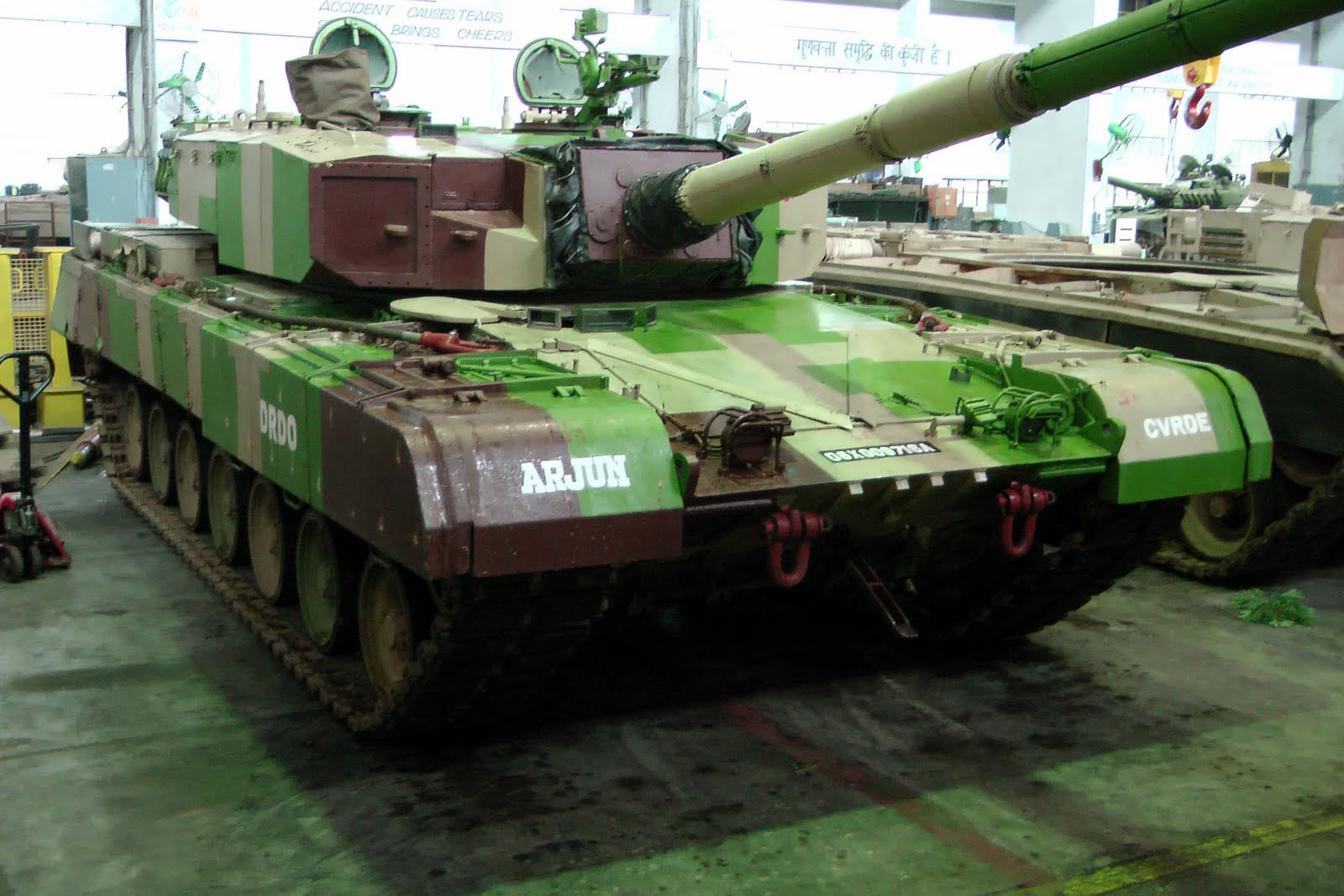
阿瓊戰車

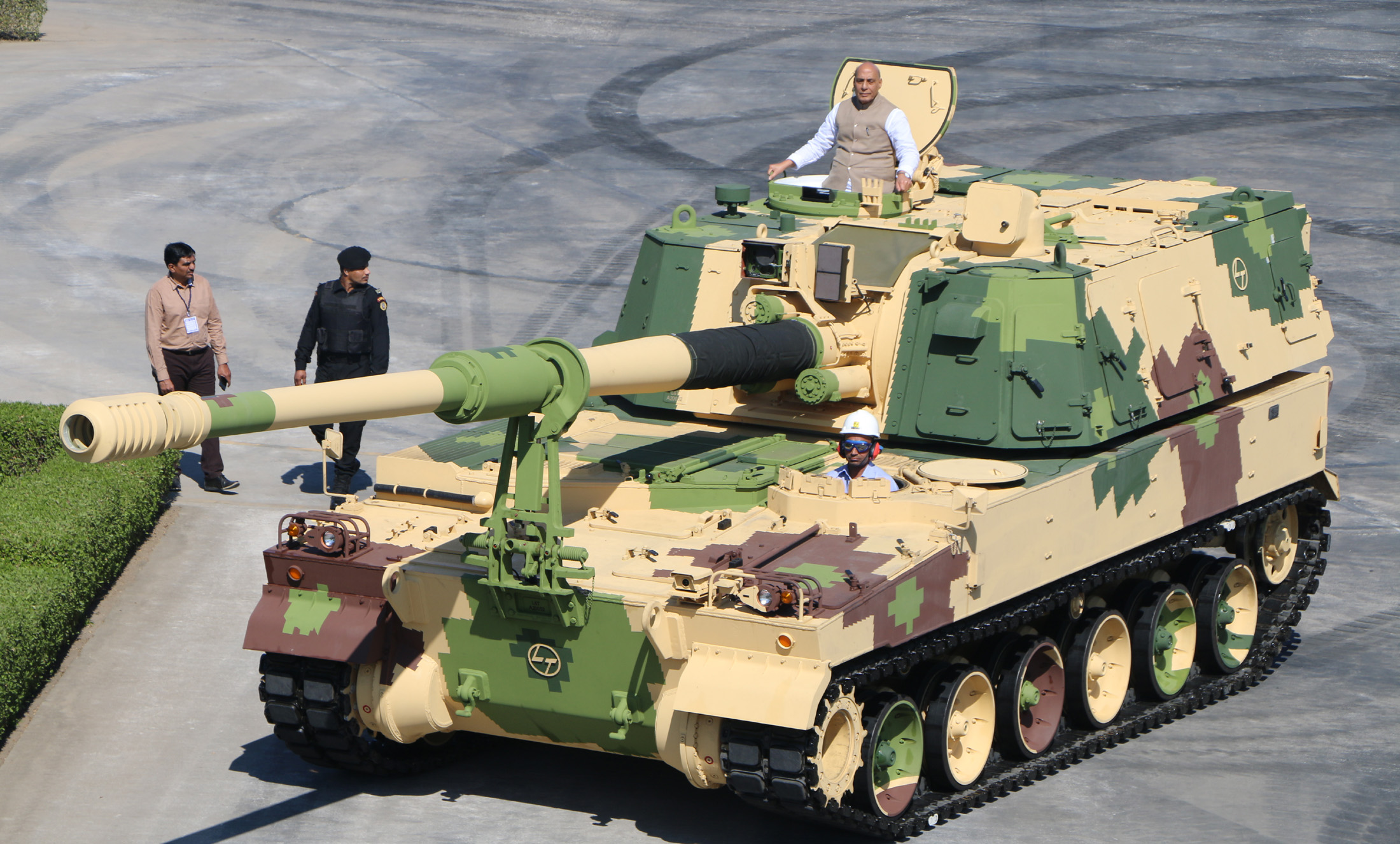
T-155風暴自走砲

印度陸軍（印地语：भारतीय थलसेना、Bhāratīya Thalasēnā，英文簡稱IA）是印度军队的陸上戰鬥部隊和規模最大的軍種。印度陆军在1947年印度获得独立后，继承了位于印分区的英属陆军大部分基础设施。其起初的目標是為了保護國家的邊界，然而近來也對內部提供安全保護，特別是對襲擊克什米爾和東北部的武裝恐怖份子、分离份子。除战争外，军队也积极参与联合国维和部队。
印度陸軍完全屬於志願役，印度從未使用過徵兵制。印度陆军已參與過許多戰爭，第一次印巴戰爭、波羅行動、中印邊境戰爭、第二次印巴戰爭、第三次印巴戰爭、斯里蘭卡內戰、卡吉爾戰爭等。除此之外，印度也派遣軍隊作為聯合國的維和部隊，於塞浦路斯、黎巴嫩、剛果、安哥拉、柬埔寨、越南、納米比亞、薩爾瓦多、利比里亞、莫桑比克和索馬利亞等地行動。

## 歷史

### 世界大戰
在20世纪，第一次和第二次世界大战中印度陆军是英军最大的附属战力。130万印度士兵曾在第一次世界大战（1914年－1918年）为盟军效力。印度军队在战争中有74,187人死亡或失踪。于是英国含糊的答应印度国民大会的自治。战争结束后英国背弃承诺，以至印度独立运动获得了力量。
在第二次世界大战（1939年－1945年），258.2萬印度士兵协助同盟国 ，英国答应战后独立，87,000名印度士兵在这场战争中陣亡。

### 印度獨立後
在1947年印度独立后，英印军队之间分成新成立的印度共和国和巴基斯坦伊斯兰共和国。四个廓尔喀团被移交给英国陆军，其余被纳入印度陆军。

## 領導者
印度总统兼任陆军总司令，陆军参谋长（COAS）由一名四星上将担任，其负责指挥陆军。在陆军会有两名军官被授予元帅军衔，是由五星上将担任。

## 建制组成
在印度陆军参谋长领导下，设6个军区、13个军、37个师（4个快反师、18个步兵师、10个山地师、3个装甲师、2个炮兵师）、5个独立装甲旅、15个独立炮兵旅、7个独立步兵旅、1个独立伞兵旅、3个独立防空旅、2个独立防空群、4个独立工兵旅。
 印度陆军司令部，新德里
- 陆军直属独立第50伞兵旅（英语：50th Indian Parachute Brigade） 旅部驻阿格拉
- 中央军区（英语：Central Command (India)）, 驻勒克瑙, 北方邦。
- 东部军区（英语：Eastern Command (India)）,[4] 驻加尔各答，西孟加拉邦
  - 第23步兵师（英语：23rd Infantry Division (India)） 驻蘭契，贾坎德邦
  - 第3军（英语：III Corps (India)），驻迪马普尔，那加兰邦
    - 第2山地师（英语：2nd Infantry Division (India)） 驻迪布鲁加尔，阿萨姆邦
    - 第57山地师（英语：57th Mountain Division (India)），驻英帕尔西北20km的Leimakhong，曼尼普尔邦
    - 第56山地师（英语：56th Infantry Division (India)），驻科希马以南20km的Zakhama（英语：Zakhama），那加兰邦

  - 第4军（英语：IV Corps (India)），驻提斯普尔，阿萨姆邦
    - 第71山地师（英语：71st Infantry Division (India)），驻提斯普尔西北40km的Missamari（英语：Missamari），阿萨姆邦
    - 第5山地师（英语：5th Infantry Division (India)），驻邦迪拉，“阿鲁纳恰尔邦”
    - 第21山地师（英语：21st Infantry Division (India)），驻朗格亚，阿萨姆邦

  - 第33军（英语：XXXIII Corps (India)），驻西里古里，西孟加拉邦
    - 第17山地师（英语：17th Infantry Division (India)），甘托克，锡金邦
    - 第20山地师（英语：20th Infantry Division (India)），驻西里古里以东100km的Binnaguri，西孟加拉邦
    - 第27山地师（英语：27th Mountain Division (India)），驻噶伦堡，西孟加拉邦

  - 第17山地军：军部驻西孟加拉邦巴纳格尔，部署在中印边界东段，辖2个山地步兵师、1个炮兵师，2个独立装甲旅，共9万余人，2011年开始组建，2019年完成组建部署。
- 北方军区（英语：Northern Command (India)），驻乌达姆普尔，查谟-克什米尔邦
  - 第14军，驻列城，查谟-克什米尔邦
    - 第3步兵师（英语：3rd Infantry Division (India)），驻列城，查谟-克什米尔邦
    - 第8山地师（英语：8th Infantry Division (India)），驻德拉斯，查谟-克什米尔邦

  - 第15军（英语：XV Corps (India)），驻斯利那加，查谟-克什米尔邦
    - 第19步兵师（英语：19th Infantry Division (India)），驻巴拉穆拉，查谟-克什米尔邦
    - 第28山地师（英语：28th Mountain Division (India)），驻Gurez（英语：Gurez），查谟-克什米尔邦

  - 第16军（英语：XVI Corps (India)），驻讷格罗达（英语：Nagrota），查谟-克什米尔邦
    - 第10步兵师（英语：10th Infantry Division (India)），驻阿克诺奥尔
    - 第25步兵师（英语：25th Infantry Division (India)），驻拉乔里
    - 第39步兵师（英语：39th Infantry Division (India)），驻约尔，喜马偕尔邦
    - 第10炮兵旅
- 南方军区（英语：Southern Command (India)），驻浦那，马哈拉施特拉邦
  - 第41炮兵师（英语：41 Artillery Division (India)），驻浦那，马哈拉施特拉邦
  - 第12军（英语：XII Corps (India)），驻焦特布尔, 拉贾斯坦邦
    - 第4装甲旅
    - 第340机械化旅
    - 第11步兵师，驻艾哈迈达巴德，古吉拉特邦
    - 第12步兵师（英语：12th Infantry Division (India)） （转隶快速反应部队），驻焦特布尔, 拉贾斯坦邦

  - 第21军（英语：XXI Corps (India)），驻博帕尔，中央邦
    - 第31装甲师（英语：31st Indian Armoured Division），驻占西，北方邦
    - 第36快反步兵师（英语：36th Infantry Division (India)），驻萨格尔，中央邦
    - 第54步兵师（英语：54th Infantry Division (India)），驻海得拉巴/塞康德拉巴德，安得拉邦
    - 第475工兵旅
- 西南军区（英语：South Western Command (India)），驻齋浦爾, 拉贾斯坦邦
  - 第42炮兵师（英语：42nd Artillery Division (India)），驻齋浦爾, 拉贾斯坦邦
  - 第1军，驻马图拉，北方邦
    - 第4步兵师（英语：4th Infantry Division (India)），驻安拉阿巴德，北方邦
    - 第6山地师（英语：6th Infantry Division (India)），驻巴雷利，北方邦
    - 第33装甲师（英语：33rd Armoured Division），驻Hisar Military Station（英语：Hisar Military Station），哈里亚纳邦

  - 第10军（英语：X Corps (India)）, 驻巴廷达，旁遮普邦
    - 第16步兵师（英语：16th Infantry Division (India)），驻冈格阿纳加尔, 拉贾斯坦邦
    - 第18快反步兵师（英语：18th Infantry Division (India)），驻科塔, 拉贾斯坦邦
    - 第24快反步兵师（英语：24th Infantry Division (India)），驻比卡內爾, 拉贾斯坦邦
    - 独立第6装甲旅（英语：6th Armoured Brigade (India)）
    - 独立第615防空旅
    - 第471工兵旅
- 西部军区（英语：Western Command (India)），驻Chandimandir（英语：Chandimandir），潘切庫拉縣，哈里亚纳邦
  - 第40炮兵师（英语：40th Artillery Division (India)），驻安巴拉，哈里亚纳邦
  - 第2军（英语：II Corps (India)），驻安巴拉，哈里亚纳邦
    - 第1装甲师（英语：1st Armoured Division (India)），驻伯蒂亚拉，旁遮普邦
    - 第14快反步兵师（英语：14th Infantry Division (India)），驻德拉敦，北阿坎德邦
    - 第22步兵师（英语：22nd Infantry Division (India)），驻密拉特，北方邦
    - 第474工兵旅
    - 独立第612机械化防空旅

  - 第9军（英语：IX Corps (India)），驻约尔，喜马偕尔邦
    - 第26步兵师（英语：26th Infantry Division (India)），驻贾姆穆，查谟-克什米尔邦
    - 第29步兵师（英语：29th Infantry Division (India)），驻帕坦科特，旁遮普邦
    - 独立第2装甲旅（英语：2nd Armoured Brigade (India)）
    - 独立第3装甲旅

  - 第11军（英语：XI Corps (India)），驻贾朗达尔，旁遮普邦
    - 第7步兵师（英语：7th Infantry Division (India)），驻菲奥兹普尔，旁遮普邦
    - 第9步兵师（英语：9th Infantry Division (India)），驻密拉特，北方邦
    - 第15步兵师（英语：15th Infantry Division (India)），驻阿姆利则，旁遮普邦
    - 第23装甲旅
    - 第55机械化旅
- 训练司令部（英语：Army Training Command (India)），缩写ARTRAC，驻西姆拉,喜马偕尔邦

### 兵种
1. 印度步兵 - 印度步兵保留有英属印度时期的“联队制”（英文：regiment，中国人民解放军称作“联队”）[5]，联队按照民族、宗教、种姓或地区征招士兵。联队不属于作战指挥链中的一环，而是主要负责招兵和训练的行政实体。[6][7]每个联队下辖若干营，营的上一级指挥为旅（没有其他国家陆军中的团编制），各旅下辖的营可以来自不同联队。截至2021年，印度陆军步兵编有30个联队，分别为：

- 卫队旅联队（英语：Brigade of the Guards）
- 伞降联队（英语：Parachute Regiment (India)）
- 机械化步兵联队（英语：Mechanised Infantry Regiment）
- 旁遮普联队（英语：Punjab Regiment (India)）
- 马德拉斯联队（英语：Madras Regiment）
- 掷弹兵联队（英语：The Grenadiers）
- 马拉塔轻步兵联队（英语：Maratha Light Infantry）
- 拉加普特纳步枪联队
- 拉杰普特联队（英语：Rajput Regiment）
- 贾特联队

- 锡克联队
- 锡克轻步兵联队（英语：Sikh Light Infantry）
- 多格拉联队（英语：Dogra Regiment）
- 加瓦尔步枪联队（英语：Garhwal Rifles）
- 库马盎联队（英语：Kumaon Regiment）
- 阿萨姆联队（英语：Assam Regiment）
- 比哈尔联队（英语：Bihar Regiment）
- 马哈尔联队
- 查谟和克什米尔步枪联队（英语：Jammu and Kashmir Rifles）
- 查谟和克什米尔轻步兵联队（英语：Jammu and Kashmir Light Infantry）

- 那加联队（英语：Naga Regiment）
- 第1廓尔喀步枪联队（英语：1st Gorkha Rifles (The Malaun Regiment)）
- 第3廓尔喀步枪联队（英语：3rd Gorkha Rifles）
- 第4廓尔喀步枪联队（英语：4th Gorkha Rifles）
- 第5廓尔喀步枪联队（英语：5th Gorkha Rifles (Frontier Force)）
- 第8廓尔喀步枪联队（英语：8th Gorkha Rifles）
- 第9廓尔喀步枪联队（英语：9th Gorkha Rifles）
- 第11廓尔喀步枪联队（英语：11th Gorkha Rifles）
- 拉达克侦察联队（英语：Ladakh Scouts）
- 阿鲁纳恰尔侦察联队（英语：Arunachal Scouts）
- 锡金侦察联队（英语：Sikkim Scouts）

1. 装甲兵（英语：Indian Army Armoured Corps） – 装甲兵中心与军校位于艾哈迈德讷格尔，马哈拉施特拉邦。
2. 炮兵（英语：Regiment of Artillery） – 炮兵学校位于德奥拉利，马哈拉施特拉邦。
3. 通信兵（英语：Corps of Signals） – 通信工程军事学院（英语：Military College of Telecommunication Engineering）（MCTE），Mhow是通信兵军官的主要训练机构。 还有两座训练中心位于贾巴尔普尔与果阿。
4. 工兵（英语：Indian Army Corps of Engineers） – 军事工程兵学院位于Dapodi，浦那。兵种中心 – 马德拉斯工兵群（英语：Madras Engineer Group）位于班加罗尔，孟加拉工兵群（英语：Bengal Engineer Group）位于罗奥尔凯埃，北阿坎德邦，孟买工兵群（英语：Bombay Engineer Group）位于Khadki，浦那。
5. 陆军航空兵（英语：Army Aviation Corps (India)） - 兵种中心位于戈巴尔布尔（英语：Gopalpur, Orissa），奥里萨邦。陆航战斗训练学校（Combat Army Aviation Training School）位于纳西克，马哈拉施特拉邦。
6. 机械化步兵 – 兵种中心位于艾哈迈德讷格尔，马哈拉施特拉邦。

| 名字                   | 中心                           |
| ---------------------- | ------------------------------ |
| 陆军牙医勤务           | 勒克瑙                         |
| 陆军教育勤务           | 帕奇马尔希恰恩特特             |
| 陆军医疗勤务           | 勒克瑙/浦那                    |
| 陆军军械勤务           | 贾巴尔普尔与塞康德拉巴德       |
| 陆军军邮勤务           | 卡姆普泰埃                     |
| 陆军后方勤务           | 班加罗尔                       |
| 陆军电子与机械工程勤务 | 塞康德拉巴德                   |
| 宪兵                   | 班加罗尔                       |
| 陆军情报               | 浦那                           |
| 陆军司法律师           | 军法机构：卡姆普泰埃, 那格浦尔 |
| 军垦                   | 军垦学校与中心：密拉特         |
| 军事护理勤务           | 勒克瑙/浦那                    |
| 军马与兽医勤务         | 密拉特                         |
| 战斗工兵               | 班加罗尔                       |

## 武器
- 戰車
  - T-90主戰坦克
  - 阿瓊主戰坦克
  - T-54/55系列主战坦克
  - T-72M1坦克
  - PT-76兩棲坦克
- 火炮
  - S23式180mm牵引式加农炮
  - 140mm牵引式加农炮
  - 常胜者130mm自行加农炮
  - K9自走砲[8]
  - M-46型130毫米牵引加农炮[8]
  - 艾博特105mm自行加农炮
  - M-44 100 mm野战炮（BS-3）
  - 夯锤88mm牵引式加农炮
  - M48式76mm山地牵引式加农炮
  - M1式40mm牵引防空火炮
  - L60式40mm牵引防空火炮
  - L70式40mm牵引防空火炮
- 装甲侦察车
  - BRDM-2（4×4）装甲侦察车
  - 白鼬（4×4）装甲侦察车
- 装甲人员运输车
  - BMP-1步兵戰車/BMP-2 Sarath AIFV/APC
  - [[OT-62 TOPAS|OT-62装甲人员输送车|OT-62}}/OT-64
  - BTR-50（英语：BTR-50）/BTR-60（8×8輪型車）
- 战斗支援车
  - T-54/T-55装甲救援车
  - WZT-3装甲救援车
  - 常胜者装甲救援车
  - 自製工兵拖拉机
  - 多種俄系架设桥梁装甲车
- 飛彈
  - AT4反坦克火箭筒
  - 毒蛇反坦克导弹
  - 米兰反坦克导弹（国际合作）
  - SA系列防空飛彈
  - 阿斯特导弹
  - 普里特维地地战术导弹(SS-150)
  - 拉克什亚陆地攻击巡航导弹
  - 烈火系列彈道飛彈
- 多管火箭
  - 9K58式300mm旅风自行多管火箭系统（12发）
  - 9K57式220mm飓风自行多管火箭系统（16发）
  - 帕纳卡214mm火箭系统（12发）
  - BM-21式122mm火箭系统（40发）
  - LRAR 122mm火箭系统（40发）
- 无人机
  - 搜索者侦察机
  - 尼尚特ELINT/侦察无人机
  - MQ-9收割者偵察機[9]
- 直升机
  - 雲雀III型直升機
  - 猎豹侦察直升机（云雀III型直升机）
  - 米-25式雌鹿攻击直升机
  - 米-35式雌鹿攻击直升机
  - 北極星直升機
  - HAL轻型战斗直升机[10]
  - AH-64阿帕契直升機[11]

### 輕武器

#### 步槍
- 1B1英薩斯
- / AK-203（本土生產）
- / AK（含本土生產型）
- / AKM（含本土生產型）
- AR-M1
- MPi-KMS-72
- PM md. 63/65
- PM md. 90
- vz. 58
- SIG 716I
- IMI TAR-21
- IWI X95
- 柯特M4A1（僅裝備特種部隊）
- T91

#### 狙擊步槍
- SVD
- IMI Galatz
- HK PSG1
- 毛瑟SP66
- SIG Sauer SSG 3000
- 薩科TRG-42
- 貝瑞塔Scorpio TGT
- 巴雷特M82A1（僅裝備特種部隊）
- 巴雷特M95
- OSV-96

#### 機槍
- 英薩斯輕機槍型
- FN Minimi（僅裝備特種部隊）
- IMI內蓋夫NG5（僅裝備特種部隊）
- / MG 2A1／MG 5A／MG 6A（本土生產）
- IWI內蓋夫NG7
- PKM
- Mk 48（僅裝備特種部隊）
- NSV
- 白朗寧M2

### 衝鋒槍
- / 2A1 SAF卡賓槍（本土生產）
- IMI微型烏茲（僅裝備特種部隊）
- B&T MP9
- HK MP5（僅裝備特種部隊）

### 散彈槍
- 12膛徑PAG

### 手槍
- / 1A自動手槍（本土生產）
- 克拉克17（僅裝備特種部隊）
- 貝瑞塔Px4 Storm（僅裝備特種部隊）

### 榴彈發射器
- ARDE 40毫米附加型榴彈發射器
- / 40毫米連發式榴彈發射器（本土生產）
- AGS-30